# 山根一郎 (農学者)
山根一郎（やまね いちろう、1920年12月12日-1998年2月21日）は、日本の農学者。
朝鮮平壌生まれ。1942年東京帝国大学農学部農芸化学科卒。1961年「ガス分析法ならびに水田土壌におけるガス成分の消長に関する研究」で東京大学農学博士。東北農業試験場、東北大学農学研究所助教授、教授、1976年東京農工大学教授、宮城県農業実践大学校校長。79年日本草地学会賞・齋藤賞受賞。

## 著書
- 『土壌学の基礎と応用』農山漁村文化協会　1960
- 『日本の自然と農業』農山漁村文化協会　1974
- 『耕地の土壌学』農山漁村文化協会　1981
- 『土・草・環境 論文集』農山漁村文化協会　1984
- 『地形と耕地の基礎知識 自然がつくる土・人間がつくる土』農山漁村文化協会　1985
- 『土と微生物と肥料のはたらき』農山漁村文化協会　農学基礎セミナー　1988

### 共著編
- 『酪農を有利にする牧草つくり』共著　農山漁村文化協会　1958
- 『農業にとって土とは何か』大向信平共著　農山漁村文化協会　1972
- 『小説複合汚染への反証』遊佐雄彦・見里朝正・山口誠哉・西川勢津子・林敏夫・岩本経丸共著 国際商業出版　1975
- 『図説日本の土壌』松井健、入沢周作、岡崎正規、細野衛共著 朝倉書店 1978
- 『草地農学』伊藤巌、岩波悠紀、小林裕志共著 朝倉書店 1980
- 『水田土壌学』編 農山漁村文化協会 1982
- 『環境科学実験法』編 博友社 1984
- 『土壌肥料』岡崎正規共著 全国農業改良普及協会 1993